# Aughenbaugh Peak
Aughenbaugh Peak (in lingua inglese: Picco Aughenbaugh) è un aguzzo picco roccioso antartico, alto oltre 1.800 m, situato 1,1 km a nordest del Neuburg Peak, nel versante sudoccidentale del Dufek Massif nei Monti Pensacola, in Antartide. 
Il picco è stato mappato dall'United States Geological Survey (USGS) sulla base di rilevazioni e foto aeree scattate dalla U.S. Navy nel periodo 1956-66.
La denominazione è stata assegnata dall'Advisory Committee on Antarctic Names (US-ACAN) in onore di Nolan B. Aughenbaugh, glaciologo che faceva parte del gruppo che trascorse l'inverno del 1957 alla Stazione Ellsworth e membro del primo gruppo che ha esplorato il Dufek Massif nel dicembre del 1957.